# FK Borac Banja Luka
Fudbalski Klub Borac Banja Luka je fotbalový klub z Bosny a Herzegoviny, z její srbské části (Republika Srpska). Klub byl založen roku 1926 jako Radnički sportski klub Borac. Slovo "borac" značí v srbštině "bojovník". V bývalé jugoslávské lize dosáhl nejvýše na 4. místo (v sezóně 1990–91), ligu Bosny a Herzegoviny vyhrál dvakrát (2010–11,2023–24), krom toho se stal třikrát mistrem samostatné srbské ligy v rámci Bosny (2000–01, 2005–06, 2007–08). Jednou získal jugoslávský pohár (1987–88),bosenský pohár (2009–10).

## Výsledky v evropských pohárech
| Sezóna  | Soutěž | Kolo  |               | Soupeř            | Doma | Venku |
| ------- | ------ | ----- | ------------- | ----------------- | ---- | ----- |
| 1975–76 | PVP    | 1.    | Lucembursko   | US Rumelange      | 9–0  | 5–1   |
|         |        | 2.    | Belgie        | Anderlecht Brusel | 1–0  | 0–3   |
| 1988–89 | PVP    | 1.    | Sovětský svaz | Metalist Charkov  | 2–0  | 0–4   |
| 2010–11 | EL     | 2.př. | Švýcarsko     | Lausanne Sports   | 1–1  | 0–1   |
| 2011–12 | LM     | 2.př. | Izrael        | Maccabi Haifa FC  | 3–2  | 1–5   |